# Leonel Sánchez
Leonel Guillermo Sánchez Lineros, född 25 april 1936 i Santiago i Chile, död 2 april 2022 i samma stad, var en chilensk professionell fotbollsspelare, ansedd som en av Chiles största fotbollsprofiler genom tiderna.

## Karriär
Som 11-åring kom han till Universidad de Chiles ungdomslag, och vid 17 års ålder gjorde han debut i A-laget. Under hans 10 år i laget vann inte mindre än 6 inhemska turneringar, när laget hade sin glansperiod under 60-talet. Sánchez var så trogen klubben att han till och med tackade nej för spel i Europa även då storlag som AC Milan visade intresse.
I Fotbolls-VM 1962 på hemmaplan i Chile var han en av 6 målskyttar som hamnade på 4 gjorda mål, något som inträffade för första gången i VMs historia (genom lottning, blev Garrincha vald till turneringens skyttekung). En av Sánchez' mest minnesvärda mål i turneringen var det inledande målet i kvartsfinalen mot Sovjetunionen och dess store målvakt Lev Jasjin. Förutom denna prestation minns man också hans knockoutslag på italienaren Mario David i gruppspelsmatchen Chile-Italien som hemmalaget vann med 2-0. Matchen betecknas allmänt som en av de mest våldsamma i VM-historien och fick efteråt i pressen benämningen "Slaget om Santiago".
Chile åkte sedan ut mot blivande mästarna Brasilien i semifinalen inför 76500 åskådare på Estadio Nacional i Santiago. Sánchez reducerade på straff i matchminut 61 men det räckte inte då Vavá gjorde 4-2 en kvart senare. Chile vann sedan bronsmatchen mot Jugoslavien med 1-0.